# Starý potok (přítok Radbuzy)
Starý potok (německy Altbach) je vodní tok v okrese Domažlice v Plzeňském kraji, pravostranný přítok Radbuzy.
Délka toku měří 9,3 km, plocha povodí činí 19,6 km².

## Průběh toku
Potok pramení v nadmořské výšce 645 metrů v Českém lese na úpatí kopce Mošna (717 m) při hranici CHKO Český les. Pramen se nachází asi 1,2 km severozápadně od vesnice Šidlákov, části obce Hora Svatého Václava. Krátce protéká severním směrem po hranici a územím CHKO, po opuštění území CHKO teče východním směrem a před obcí Mutěnín, kterou protéká, opouští Český les a pokračuje v geomorfologickém celku Podčeskoleská pahorkatina. U vlakové stanice Mutěnín podtéká silnici 195 z Poběžovic do Hostouně a směr toku se mění na severní. Protéká východním okrajem zástavby Hostouně, podtéká silnici 197 a krátce poté se zprava vlévá do Radbuzy.

## Mlýny
Na Starém potoce stálo několik vodních mlýnů. Nejvýše položeným mlýnem byl Stoffelmühle v k. ú. Mutěnín, následoval Košťálův mlýn, Hennermühle, Herrenmühle a Untermühle, všechny v Mutěníně. Posledním mlýnem byl Hostouňský mlýn v Hostouni.